# Brachytritus hieroglyphicus
Brachytritus hieroglyphicus is een keversoort uit de familie boktorren (Cerambycidae). De wetenschappelijke naam van de soort is voor het eerst geldig gepubliceerd in 1882 door Quedenfeldt.